# McLaren MP4-29
Der McLaren MP4-29 war der Formel-1-Rennwagen von McLaren Racing für die Formel-1-Saison 2014. Er war der 42. McLaren-Formel-1-Wagen. Der Wagen wurde am 24. Januar 2014 in Woking vorgestellt. Die Präsentation wurde auf der Internetplattform Youtube live übertragen.

## Technik und Entwicklung
Der MP4-29 war das Nachfolgemodell des MP4-28, wobei sich das Fahrzeug wegen der geänderten Regeln für die Formel-1-Saison 2014 äußerlich wie auch technisch vom Vorgängermodell unterschied.
Angetrieben wurde der MP4-29 vom neuentwickelten Mercedes-Benz PU106A Hybrid, einem 1,6-Liter-V6-Motor mit einem Turbolader. Während das ERS vom Motorenhersteller Mercedes kam, war das Achtganggetriebe eine Eigenentwicklung von McLaren. Reglementbedingt gab es nur noch ein zentrales Auspuffrohr, das oberhalb des Rücklichtes lag. Außerdem war der Lufteinlass der Airbox über dem Fahrerhelm durch eine horizontale Strebe zweigeteilt.
Bedingt durch die Regeländerungen zur Saison 2014 war die Nase des Fahrzeugs niedriger als beim Fahrzeug des Vorjahres. Der Frontflügel war an zwei recht weit auseinanderliegenden Streben aufgehängt, während die nach vorne ragende Nase schmaler war. Dies brachte dem Fahrzeug schon bei der Präsentation den Spitznamen „Nasenbär“ ein.
Die oberen Querlenker und Spurstangen an der Hinterradaufhängung des MP4-29 wurden verkleidet. Im Bereich des Heckflügels hatten sie ein Flügelprofil und sollten so zusätzlichen Abtrieb an der Hinterachse erzeugen.

## Lackierung und Sponsoring
Der MP4-29 ist silbergrau lackiert. Die roten Farbakzente des Vorgängermodells sind nach dem Ausstieg des Hauptsponsors Vodafone verschwunden. Sponsorenaufkleber auf dem Fahrzeug kommen von Mobil 1, Hugo Boss und TAG Heuer.
Im Vorfeld des Großen Preises von Australien gab McLaren bekannt, zunächst ohne neuen Hauptsponsor, dafür aber mit schwarzen Seitenkästen und großen Logos von Mobil 1 anzutreten. Grund hierfür war die seit 20 Jahren bestehende Partnerschaft zwischen McLaren und dem Konzern ExxonMobil. Bei den nächsten Rennen wurden Esso, SAP und Gulf Air auf den freien Flächen beworben.

## Fahrer
Jenson Button blieb bei McLaren. Sein neuer Teamkollege wurde Formel-1-Neuling Kevin Magnussen, der Sergio Pérez ersetzte. Pérez wechselte zu Force India.

## Weitere Entwicklung
Im Herbst 2014 wurde der MP4-29 auf einen Honda-Motor umgerüstet. Das als MP4-29 H/1X1 bezeichnete Fahrzeug diente als Interimsfahrzeug und wurde bei den Testfahrten nach dem letzten Saisonrennen in Abu Dhabi erstmals eingesetzt. Mit ihm erprobte McLaren die neue Antriebseinheit von Honda, die das Team ab der Saison 2015 verwendete. Die Erprobung verlief problematisch. Testpilot Stoffel Vandoorne kam aufgrund von Elektronikproblemen kaum zum Fahren; er legte an beiden Testtagen insgesamt lediglich fünf einzelne Installationsrunden zurück.

## Ergebnisse
| Fahrer               | Nr.                  | 1 | 2 | 3   | 4  | 5  | 6  | 7 | 8  | 9 | 10 | 11 | 12 | 13 | 14  | 15 | 16 | 17 | 18 | 19 | Punkte | Rang |
| -------------------- | -------------------- | - | - | --- | -- | -- | -- | - | -- | - | -- | -- | -- | -- | --- | -- | -- | -- | -- | -- | ------ | ---- |
| Formel-1-Saison 2014 | Formel-1-Saison 2014 |   |   |     |    |    |    |   |    |   |    |    |    |    |     |    |    |    |    |    | 181    | 5.   |
| J. Button            | 22                   | 3 | 6 | 17* | 11 | 11 | 6  | 4 | 11 | 4 | 8  | 10 | 6  | 8  | DNF | 5  | 4  | 12 | 4  | 5  | 181    | 5.   |
| K. Magnussen         | 20                   | 2 | 9 | DNF | 13 | 12 | 10 | 9 | 7  | 7 | 9  | 12 | 12 | 10 | 10  | 14 | 5  | 8  | 9  | 11 | 181    | 5.   |

| Legende  | Legende            | Legende                                                          |
| Farbe    | Abkürzung          | Bedeutung                                                        |
| -------- | ------------------ | ---------------------------------------------------------------- |
| Gold     | –                  | Sieg                                                             |
| Silber   | –                  | 2. Platz                                                         |
| Bronze   | –                  | 3. Platz                                                         |
| Grün     | –                  | Platzierung in den Punkten                                       |
| Blau     | –                  | Klassifiziert außerhalb der Punkteränge                          |
| Violett  | DNF                | Rennen nicht beendet (did not finish)                            |
| Violett  | NC                 | nicht klassifiziert (not classified)                             |
| Rot      | DNQ                | nicht qualifiziert (did not qualify)                             |
| Rot      | DNPQ               | in Vorqualifikation gescheitert (did not pre-qualify)            |
| Schwarz  | DSQ                | disqualifiziert (disqualified)                                   |
| Weiß     | DNS                | nicht am Start (did not start)                                   |
| Weiß     | WD                 | zurückgezogen (withdrawn)                                        |
| Hellblau | PO                 | nur am Training teilgenommen (practiced only)                    |
| Hellblau | TD                 | Freitags-Testfahrer (test driver)                                |
| ohne     | DNP                | nicht am Training teilgenommen (did not practice)                |
| ohne     | INJ                | verletzt oder krank (injured)                                    |
| ohne     | EX                 | ausgeschlossen (excluded)                                        |
| ohne     | DNA                | nicht erschienen (did not arrive)                                |
| ohne     | C                  | Rennen abgesagt (cancelled)                                      |
| ohne     | keine WM-Teilnahme |                                                                  |
| sonstige | P/fett             | Pole-Position                                                    |
| sonstige | 1/2/3/4/5/6/7/8    | Punktplatzierung im Sprint-/Qualifikationsrennen                 |
| sonstige | SR/kursiv          | Schnellste Rennrunde                                             |
| sonstige | *                  | nicht im Ziel, aufgrund der zurückgelegten Distanz aber gewertet |
| sonstige | ()                 | Streichresultate                                                 |
| sonstige | unterstrichen      | Führender in der Gesamtwertung                                   |